# Церковь Вознесения Христова (Новоникольское)
Церковь Вознесения Господня (Вознесенская церковь) — приходской православный храм в селе Новоникольском Талдомского городского округа Московской области. Относится к Сергиево-Посадской епархии Русской православной церкви.

## История
Храм в честь Вознесения Господня в селе Новоникольское Дубненско-Талдомского благочиния Московской епархии, впервые упоминается в 1627 году. Стояла «без пения» деревянная церковь, «вверх шатром». В 1715 году при деревянной Никольской церкви служили священник Фокий Артемонов с сыном дьячком Василием.
Современная кирпичная приходская церковь (бесстолпная в стиле ампир с деревянным куполом и колокольней) при усадьбе была построена в 1818—1827 годах в южной части села, на берегу ручья, на средства помещицы Елизаветы Михайловны Савёловой. В 1831 году она значилась, как Никольская. В 1836 году как Вознесенская, имеющая два престола. В середине XIX века в церкви во имя Вознесения Господня были уже два придела: во имя святителя Николая и святых апостолов Петра и Павла. Прихожан мужского пола насчитывалось 815 человек. При церкви служили: священник, диакон, дьячок, пономарь.
В 1931 году храм закрыли, после чего помещение использовалось под склад. Вплоть до 1950-х годов, до прокладки шоссе, от церкви мимо гарднеровского дома (не сохранившегося до наших дней) тянулась аллея из уникальных деревьев в два, а то и в три обхвата взрослого человека. При распиле насчитали около 200 и более годовых колец, это означает что деревья были посажены ещё в XVIII веке.
К концу 1980-х годов от церкви сохранились только стены. Вновь приход образовался в 1991 году после распада СССР. В это время богослужения проводились в стоящем рядом с церковью деревянном доме и велось восстановление здания церкви.
7 октября 2012 года состоялось великое освящение всех трех престолов храма, которое совершил епископ Серпуховской Роман в сослужении духовенства. Храм действующий, его настоятелем является игумен Савва (Мохов).
В храме имеется чтимая Иверская икона Божией Матери, писанная в конце XIX века на Афоне, и частица святых мощей святителя Иннокентия Московского.